# 查尔斯·泰勒 (利比里亚总统)
查尔斯·麦克阿瑟·甘凯·泰勒（英語：Charles McArthur Ghankay Taylor，1948年1月28日—）是一名利比里亚政治人物，曾于1997年至2003年8月11日间任第22任利比里亚总统。在1990年代初的利比里亚内战时他是非洲最知名的军阀、獨裁者。内战結束后他自立为总统。隨著戰爭失勢，他被迫流亡。後被关押在海牙联合国监狱中受塞拉利昂特别法庭审判，2012年5月30日被裁定謀殺、強姦及強迫兒童當兵等11項罪名，遭獅子山特別法庭以危害人類罪和戰爭罪判處50年監禁，成為「紐倫堡審判」以來第一個被國際法庭判處的前國家元首。

## 早年
1948年1月28日泰勒出生于利比里亚首都蒙羅維亞附近的安亭顿。据大多数报道，他的父亲是美国利比里亚人，其它来源于则称他是千里達及托巴哥黑人。年轻时泰勒对奴隸貿易和美国与利比里亚的关系感興趣。从1972年至1977年就讀马萨诸塞州沃尔瑟姆的本特利大學，获得经济学学士学位。
1979年泰勒带领示威者在纽约利比里亚驻联合国使馆前向正在美国访问的利比里亚总统威廉·理查德·托尔伯特示威，托尔伯特与泰勒辩论，泰勒因威胁要占领利比里亚使馆被捕。泰勒獲释後，托尔伯特请他回利比里亚。1980年4月12日泰勒支持塞缪尔·多伊血腥政变，托尔伯特被杀，多伊掌权。泰勒在多伊政府中获得大权，负责利比里亚政府的採购。1983年5月，泰勒因贪污近一百万美元并把这些钱存到了一个美国银行的账号上，被革职。
隨後泰勒逃亡，于1984年5月24日被两名美国法警在萨默维尔逮捕。他将被引渡到利比里亚，被告侵吞92.2万本来用来买机器零組件的政府资金。泰勒的律师是前美国司法部长拉姆齊·克拉克，他称泰勒可能被利比里亚间谍刺杀，因此不能引渡。泰勒被关在普利茅斯的监狱里。1985年9月15日，泰勒和另外四名囚犯把一个未使用的洗衣间窗上的铁栏杆挫断，越狱逃跑；他们使用打结的床单下滑12尺，然后越过一堵墙。泰勒的妻子和嫂子开车接他，他们首先逃到史泰登岛，此后泰勒就失踪了。后来与泰勒一起逃跑的那四名囚犯全部又被捕，泰勒的妻子和嫂子因帮助越狱而于9月23日被捕。後來泰勒逃离美国，據信他逃到利比亚受穆阿迈尔·卡扎菲训练游击战，受到卡扎菲保护。最后，泰勒离开利比亚，使用他学到的手段开始在利比里亚发动内战。不过，利比里亚的参议员和泰勒的前同伙普林斯·约翰逊于2008年8月27日在利比里亚的真相及调解委员会上说，实际上是美国释放了泰勒，让他去利比里亚推翻多伊。

## 上台
1989年12月泰勒在利比亚支持下从科特迪瓦开始向利比里亚进发，目的在于推翻其政府。他指挥的利比里亚全国爱国阵线很快占据了利比里亚大多数地方。次年多伊被约翰逊推翻及折磨至死。约翰逊原是泰勒的利比里亚全国爱国阵线中的一名高级军官，但是后来从利比里亚全国爱国阵线分裂出来组织了利比里亚独立全国爱国阵线。多伊之死导致利比里亚分裂。1990年代中约翰逊的人占领蒙羅維亞，使得泰勒落空。
内战演化为种族冲突，七个不同的组织互相争斗来控制利比里亚的资源（尤其铁矿、金刚石、木材和橡胶）。
1996年内战正式结束后，1997年7月进行大选，泰勒以75%的选票获胜，他于8月2日成为利比里亚总统。第二名是埃伦·约翰逊-瑟利夫，仅获得10%的选票。泰勒获选这么高主要是因为人们怕假如他不获选的话内战又会爆发。他著名的选举口号为“他杀了我妈，他杀了我爸，但是我要选他。”联合国和平保护军和西非国家经济共同体的军队一同监视了这次选举。
在任上他从1997年12月至1998年1月解散原利比里亚军队，辞退2400至2600名前军人，大多数是前总统多伊的人。与此同时他组织了利比里亚国家警察内的特殊组织“反恐怖部队”和保护总统的特殊保安服务。他当选后利比里亚并未获得和平。在他统治期间他不断地与反抗组织作战。2003年全国约60%的面积由反抗组织控制。
作为总统泰勒以他艳丽的风格和过分虔诚的作风著称。联合国指责他总统任期间偷运武器和金刚石后他公开身穿白袍向上帝祈求宽恕（同时否认自己有过失）。
从他1997年任职后对他提出了许多控告，包括继续向塞拉利昂的叛军出售武器来换取金刚石、帮助针对平民的暴行使得数千人被杀或者残疾，不知多少人被强奸和折磨。此外他还被指责在塞拉利昂内战中组织童兵参战。

## 失势
从1999年开始，利比里亚北部形成了一个反抗泰勒的反叛组织，这个组织自称利比里亚人和解与民主团结会，经常被指责施加暴行，并被怀疑受邻国几内亚的支持。至2003年初，在利比里亚南部又出现了一支受科特迪瓦支持的反叛武装争取利比里亚民主运动并迅速发展；同年夏天，泰勒政府仅控制全国约三分之一的中部地区。
2003年3月7日，塞拉里昂特别法庭控告泰勒犯反人类罪；同年泰勒下令利比里亚军队杀害塞拉利昂革命联合阵线领导人之一萨姆·布卡里，有觀點認為泰勒的動機是为防止他在塞拉利昂特别法庭作证。
2003年6月国际刑事法院检察官对泰勒下逮捕令，责罪泰勒创立和支持塞拉利昂的革命联合阵线，该组织犯了诸多暴行，包括使用童兵。调查人还指责泰勒政府隐藏1998年对美国驻肯尼亚和坦桑尼亚大使馆进行炸弹袭击的基地组织成员。逮捕令下达时，泰勒正在出访加纳。在南非总统塔博·姆贝基的支持下，不顾塞拉利昂的要求，总统艾哈迈德·泰詹·卡巴拒绝扣押泰勒，而是让他回到蒙羅維亞。

## 下台
在他在加纳进行和平谈判时有传闻说美国要求副总统摩西·布拉夺权。泰勒回国后撤销布拉的职位，但是在数日后又让他恢复职位。此时利比里亚人和解与民主团结会开始围攻蒙罗维亚。泰勒军与利比里亚人和解与民主团结会军展开数次血腥战斗，最后击退了利比里亚人和解与民主团结会军。美国总统乔治·沃克·布什在2003年7月两次发言要求泰勒“必须离开利比里亚”。7月9日尼日利亚总统奥卢塞贡·奥巴桑乔说为他提供安全的避难所，条件是他不再参与利比里亚的政治。
泰勒强调只有美国在利比里亚部署维持和平部队他才会辞职。布什公开呼吁泰勒辞职和离开利比里亚，并称只有在这个条件下美国才会考虑介入利比里亚。与此同时非洲国家，尤其是西非国家经济共同体国家在尼日利亚领导下向利比里亚派遣军队。一个美国公司从美国外交部获得一千万美元为西非国家经济共同体军队提供补给。8月6日一支32人的美国军事侦察队作为与西非国家经济共同体军联系被部署到利比里亚。
8月10日泰勒在利比里亚国家电视台上宣布他将在次日辞职，把总统权交给副总统摩西·布拉。在他的辞职发言中他强烈批评布什政府要求他离开利比里亚并称这会给利比里亚带来灾害。
8月11日泰勒辞职。布拉任总统至10月14日过渡政府组成。加纳总统约翰·阿吉耶库姆·库福尔、南非总统塔博·姆贝基和莫桑比克总统若阿金·希薩諾代表菲中地区会议参加接交仪式。美国派驻三艘战舰带领两栖部队和2300名海军陆战队士兵巡弋在海滨。除此之外美国没有真正介入。泰勒逃亡尼日利亚，尼日利亚政府为他和他的随从在卡拉巴尔提供了住宅。

## 逃亡
2003年11月美国国会下决议奖赏二百万美元捕获泰勒。利比里亚的和平协议保障泰勒在尼日利亚获得安全避难，但是同时要求他不试图影响利比里亚政治，他的批评者称他违反了这个条件。12月4日国际刑警组织发布“红色照会”宣称任何国家按照国际法有权逮捕他。泰勒被纳入国际刑警组织的逮捕令，被标为可能危险，针对他的控告为“反人类罪、严重违反1949年日内瓦第四公约”。向泰勒提供避难的尼日利亚一开始称不会屈服国际刑警组织的命令，说除非利比里亚要审判泰勒不会逮捕他，假如利比里亚要审判他的话尼日利亚会把泰勒交还给利比里亚法庭。
2004年3月6日美国向联合国安全理事会提交一份决议起草要求凍結泰勒本人、他的家人及一切相關人員的財產。
2006年3月17日利比里亚民主选举的新总统埃伦·约翰逊-瑟利夫正式向尼日利亚请求引渡泰勒。3月25日决定把泰勒交付塞拉利昂特别法庭，由于尼日利亚和利比里亚互相之间没有引渡条约泰勒没有被引渡给利比里亚。

## 失踪
2006年3月28日尼日利亚政府发布声明说泰勒从他住的房子里失踪了。在泰勒失踪一星期前尼日利亚政府不同寻常地允许当地记者参观泰勒的住房，后来英国广播公司在其网页上刊登一篇相关的文章。就在泰勒失踪48小时后，尼日利亚总统奥卢塞贡·奥巴桑乔计划与美国总统布什会面。当时有传闻说假如泰勒不被找到的话布什会拒绝与奥巴桑乔会面。在两人会晤前不到12小时时，有消息传来说泰勒被找到了，并正在去利比里亚的路上。

## 被捕
2006年3月29日泰勒试图逃入喀麦隆，但是在边境被尼日利亚警备人员逮捕。他的越野车上戴有外交牌照，但是边境警察把他的车拦了下来，确认了他的身份。美国外交部人士在私下里说在车上发现了大量现款和海洛因。
在利比里亚政府内对谁负责关押泰勒的问题发生了很多争议。泰勒到达哈贝尔罗伯茨国际机场首先被没有武备的利比里亚国家警察戴上手铐关押，然后立刻交给联合国警察。爱尔兰联合国利比里亚特派团士兵把泰勒带到一架联合国直升机上飞往塞拉利昂弗里敦受战争罪法庭审。

## 审判

### 引渡受審
在等待引渡的时候，泰勒被关押在弗里敦联合国监狱里。原先检察官控告泰勒在17例中犯有战争罪和反人类罪，2006年3月16日，一名塞拉利昂特别法庭法官让检察官把案例改为11起。泰勒于4月3日进入法庭之前，他申明自己无罪。
2006年6月初，新塞拉利昂特别法庭庭长尚未决定泰勒的审判是在弗里敦或者海牙进行，有很多人擔心由於泰勒仍有影响力，在弗里敦進行審判会导致局势不稳定。之後，法庭的上诉分庭否决泰勒的律师要求，驳回把泰勒转到海外的要求，因为他们认为泰勒在海牙无法获得公正的判决。荷兰政府表示泰勒可以在荷兰出庭，但是荷兰不会扣押他，其它一些欧洲国家也拒绝关押他。6月4日，法庭开庭，泰勒因抵制而不出席，他透过律师阅读一封信，表示不出席的原因是因为他觉得自己不会获得公正的判决。
同年6月15日，英国政府同意假如泰勒被特别法庭判有罪，將收容泰勒，解决了这个问题，英国外长玛格丽特·贝克特對此表示为此需要制定新的法律。6月16日，联合国安全理事会一致同意把泰勒送往海牙审判。6月20日，泰勒被引渡飞往荷兰鹿特丹机场，他被关押在斯赫弗宁恩的联合国战争罪法庭关押中心，同时他的律师团也准备就绪。2007年8月20日，泰勒的律师得以将开庭的时间推迟到2008年1月7日。2008年2月28日，主起诉人表示一名重要的知情证人由於受到恐吓而被迫躲藏。
2009年1月，泰勒遭起诉，开始对其罪刑控告并提供其证明，於同年2月27日起诉完成其起诉过程。2009年5月4日辩护认为法官中有一人不公正要求取代被驳回，辩护从2009年7月开始。从7月至11月泰勒为自己辩护，从2010年初开始交互询问。与此同时，他的儿子也在美国被美国司法部控告，罪行是在利比里亚内战期间施加酷刑。

### 罪行
在战争罪法庭上，泰勒的一名前军队指挥官指控，泰勒下令牺牲人以庆祝当选总统，其中包括他的反对者以及被他认为背叛他的人，且泰勒下令將一名孕妇活埋；該名指挥官另指控，泰勒为了恐吓敌人，强迫他的士兵吃人。2012年4月26日，泰勒于海牙被判定11项指控罪名全部成立，预计於5月3日审判完成。同年5月30日，泰勒被判定謀殺、強姦及強迫兒童當兵等11項罪名全部成立，遭國際刑事法院判處入獄50年，他也成為自1946年以來首位被國際法庭判刑的前國家元首。

## 家庭
泰勒其中一个儿子查尔斯·麦克阿瑟·伊曼纽尔是美国公民，在美国因在利比里亚施加酷刑和谋杀而被判97年。其前妻朱厄尔·泰勒自2018年1月起担任利比里亚副总统。

## 與中華民國關係
泰勒曾於1997年2月21日、2000年2月21日、2001年3月28日三度訪問中華民國。前外交部禮賓司司長馮寄台表示，泰勒來台時要搭頭等艙、入住五星級酒店，還從非洲帶來200多條領帶到台灣乾洗。前外交部長蔣孝嚴表示，泰勒來中華民國訪問時，外交部會提供2萬到5萬美金給他花用。

## 流行文化
《战争之王》中与尼可拉斯·凯吉饰演的男主角进行军火交易的军阀父子，影射的就是查尔斯·泰勒。